# Francisco da Silva Ramos Júnior
Francisco da Silva Ramos Júnior (São José, 8 de outubro de 1845 — Florianópolis, 6 de maio de 1910) foi um político brasileiro.
Foi tenente-coronel comandante do 1º Batalhão de Infantaria de São José e São Miguel, em 13 de julho de 1880.
Foi deputado à Assembleia Legislativa Provincial de Santa Catarina na 27ª legislatura (1888 — 1889).